# Wyeomyia complosa
Wyeomyia complosa är en tvåvingeart som först beskrevs av Dyar 1928.  Wyeomyia complosa ingår i släktet Wyeomyia och familjen stickmyggor. Inga underarter finns listade i Catalogue of Life.